# Salasungo
Salasungo (també anomenat Ganesh III, Ganesh SE, Sangjing Ri, Tsala Sungo, Chaglasumgo o Kang Lombo) és una muntanya de la Ganesh Himal, una petita serralada de l'Himàlaia, a la frontera entre el Nepal i la Xina. El cim s'eleva fins als 7.043 msnm i té una prominència de 641 metres. La primera ascensió va tenir lloc el 19 d'octubre de 1979 pel japonès Hideo Ogura i els xerpes Pemba Tshering i Dawa Norbu.